# Nuevo Catálogo de la Flora Vascular de Venezuela
Nuevo Catálogo de la Flora Vascular de Venezuela (abreviado Nuevo Cat. Fl. Vasc. Venezuela) es un libro con ilustraciones y descripciones botánicas que fue escrito conjuntamente por Omaira Hokche, Paul Edward Berry y Otto Huber y publicado en Caracas en el año 2008.